# 푸차 할라
푸차 할라/푸차씨/부찰씨(중국어: 富察氏, 만주어: ᡶᡠᠴᠠ
ᡥᠠᠯᠠ, 목인덕: Fuca hala)는 만주족의 성씨로, 만주족 8대 성씨 중 하나이다. 여진의 30성 중 하나인 포찰씨(蒲察氏)로 거슬러 올라가면 금나라 여진 성씨 2위, 완안씨와 여러 대를 거쳐 혼인을 하였다. 금나라의 여러 황후들과 운왕 푸차시지아누(포찰석가노(蒲察石家奴)), 태위 푸차딩쇼(포찰정수(蒲察鼎寿)) 등이 이씨이며, 당시와 이후 원나라 시기에는 이(李)를 한족성씨로 삼았다. 명나라 시기에 이르러, 푸차씨의 각 지계는 샤지, 예허, 어이후, 자쿠타, 페이유성, 너인,어허쿨런, 너인강, 지린울라, 장백산, 사이인너인, 호이파, 시바이, 과르차, 웨커통어성, 마차, 지아무후, 샤진허루, 다셩울라, 헤이룽장, 도르훈, 지에판 등지에 살았고, 후금이 부상할 때 잇따라 궐기했다. 청나라 시기에는, 샤지에 세거한 왕지누 가문이 가장 유명하였고, 대학사 마제, 부항, 가용군왕 복강안, 효현순황후 등이 그 집안 출신이다. 민국 이후, 푸차씨는 부(富), 부(傅), 강(康), 예(礼), 석(石), 담(谭), 사(沙), 부(付), 곽(郭), 동(佟), 경(庆), 흑(黑), 영(甯), 종(宗), 춘(春) 등을 한족성씨로 했다.
몽골과 시버에게도 이 성씨가 있다.

## 청대 세가

### 샤지 (沙济)

#### 왕지누 가족

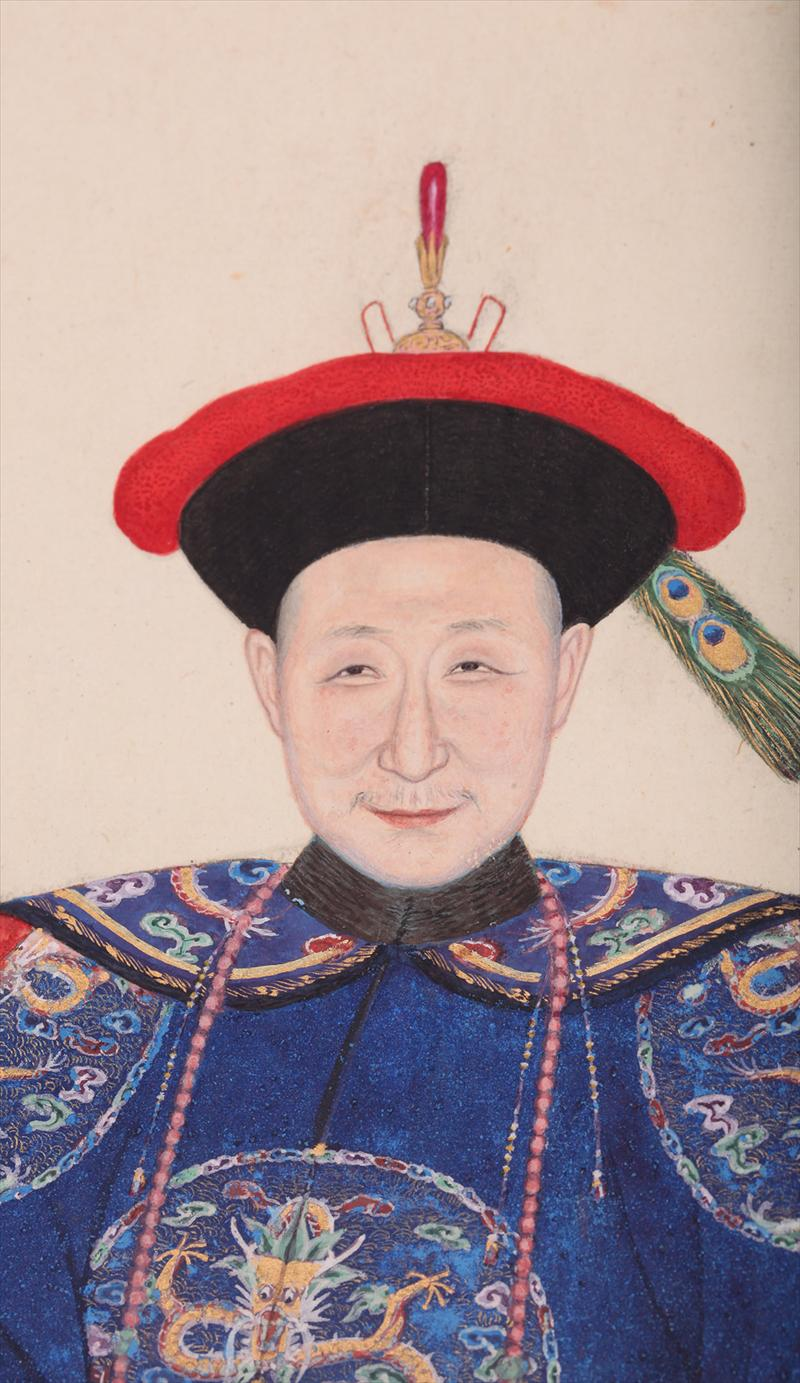
가용친왕 복강안

양황기 왕지누는 샤지에 머물렀는데, 일찍이 족속들을 거느리고 청태조 누르하치에게 투항하여, 절반의 좌령을 편성하여 통솔하게 하였으며, 맏아들 완지하의 맏아들 하스툰은 순치제 테른이 여러 차례 일등남 겸 일운기위에 진봉되어 내대신, 내무부 총관 겸 좌령을 역임하였고, 하스툰의 아들 상서 미스한, 손자 총관 이영보, 대학사 마제 등을 차례로 역임하였다. 마제가 승격할 때, 1등 경차도위로 바뀌었다가, 연구특은으로 일등남 겸 일운기위에게 상을 주고, 1등 경차도위에게 세직을 추가로 주어 2등 백작으로 통합되었다. 옹정 3년, 그 노고로 도위 1기에게 세직을 더 주어, 마제의 11남 부량에게 물려주었고, 12남 부흥은 2등백을 세습하여 산질대신으로 임명하였다. 내대신 · 초무장군 · 도통 겸 좌령을 역임한 미스한의 장남 마스카는 3남 마무관이 영시위내대신 겸 좌령에 이르렀고, 옹정 5년 특은사 3등 경차 도위세직을 내렸다. 4남 이영보의 딸은 효현순황후로, 건륭 2년에 1등공으로 추존되고, 이영보의 4남 부문습은 1등후를 거쳐, 삼등시위를 지냈으며, 아들 명서는 승은의용공에 진봉되고, 버마에서 군사가 패하자 스스로 목을 매어 명서의 후계자인 증손자 경수는 함풍고명팔대신 중의 한 사람이 되었다. 이영보의 장남 광항이 주사를 지냈고, 그의 아들 명량이 전공으로 삼등 양용후, 벼슬로는 무영전대학사를 지냈고, 10남 부항이 보화전대학사를 지냈고, 금천, 미얀마 전공으로 일등 충용공, 그의 차남 복륭안 등이 뒤를 이었으며, 3남 복강안이 금천, 대만, 구르카 등의 전공으로 가용군왕에 추증되었고, 아들 덕린이 패자를 세습하여, 손자 대우는 팔분공에 들지 못하고, 청 말에 세습되었다. 또, 완지하의 차남인 길타바는 호군학교를 거쳐, 농민군 · 복왕 정권을 격파하고, 운기위에 서임되었으며, 아들 장투, 손탁영 등이 세습하였고, 토융은 안후이 포정사를 지냈다.
왕지누의 차남 완타시는 좌령 · 능침총관을, 친숙부인 야르브의 아들 파트하는 좌령을 지냈으며, 베이징의 산동정벌에 공이 있어 운기위에 서임되었다. 왕지누의 동족 연주호는 초기에 형 고도, 제수 가하, 위제 등과 함께 귀부하였다. 연주호의 손자 달라이는 군관학교에 임명되었고, 운남 정벌에 공로가 있어 운기위에 서임되었다. 고도의 손자 니만이 형부상서에가지 이르렀다. 가하의 증손자 사하는 원외랑을 역임하고, 왕보신의 난 때 전사하여, 운기위에게 세직을 주었다.
왕지누의 동족, 정황기 학부리는 일찍이 주사리 13부장을 평정한 공로로 수흐 바투루라는 호칭을 받고 좌령을 지냈다. 아들 돈배는 기도위에 배향되었는데, 금주 · 산해관 · 하남 · 강남 · 강서 · 양광 등지에서 여러 차례 전공을 세워, 또 두차례 은혜를 입었다. 1등자로 벼슬은 봉천장군에 이르렀고, 후사가 없어 친동생인 호시포가 계승하여 벼슬은 부도통까지 이르렀다. 호시포의 아들 마르다이, 손자 푸나이 등이 차례로 자리를 물려받았다. 마르다이가 작위를 습작할 때, 1등남세직으로 바뀌었다. 학부리의 아들 페이야스하는 호군참령을 맡아 북경, 산동, 산해관, 사천, 대동, 운남 등지에 여러 차례 전공을 세웠으며, 미얀마에서 영력제를 사로잡은 공로로 삼등남을 우대하고, 의정대신으로 관직을 옮겼으며, 손소도습 때 2등 경차도위로 바뀌었고, 닝샤 부도통을 거쳐 준가르를 정벌하러 갔을 때 전사하여, 삼등남을 우대하였다. 페이야스하의 아들 술탄은 나복장단진을 징발해 3등 경차도위를 거쳐, 시안 장군, 의정대신, 도통을 지냈다. 본과 이리의 손자 발다는 호군통령을 역임하고, 징가르탄에서 운기위의 세직을, 증손자인 패화는 언달아서 운남과 귀주 총독, 의례 및 기타 직책을 역임했다. 
| 이름                    | 작위                                       | 재임기간                                      | 최고관직                                 | 시호       | 비고                                            |
| ----------------------- | ------------------------------------------ | --------------------------------------------- | ---------------------------------------- | ---------- | ----------------------------------------------- |
| 복강안(1754년 - 1796년) | 충예가용패자(추서 가용군왕)                | 1795년 - 1796년                               | 태자태보, 무영전대학사, 대장군, 민절총독 | 문양(文襄) |                                                 |
| 덕린                    | 다라패륵(후에 죄로 인하여 고산패자로 강등) | 패륵 (1796년 - 1808년) 패자 (1808년 - 1819년) | 산질대신, 양백기 호군통령                |            | 후에 죄로 작위를 삭탈당하고, 이리를 파견하였다. |
| 경민                    | 고산패자                                   | 1819년 - 1855년                               | 이번원 우시랑, 몽골정황기 부도통         |            |                                                 |
| 문겸                    | 팔분에 못들어간 진국공                     | 1855년 - 1879년                               | 한군정백기 부도통, 서리 우익전령 통령    |            |                                                 |
| 해릉                    | 팔분에 못들어간 진국공                     | 1879년 - 1882년                               |                                          |            |                                                 |
| 해년                    | 팔분에 못들어간 진국공                     | 1882년 - ?                                    |                                          |            |                                                 |

#### 기타
양황기 당하사호 세거 샤지의 손라도리가 참령을 하고, 저장 · 복건 · 운난 등지에서 공을 세워 기도위 세직을 받았으며, 아들 어르타이, 손자 복주장군 신주 등이 자례로 급직하였다.

### 예허 (叶赫)
양황기인 아하니칸는 예허에 머물며 좌령을 지내고, 헤이룽장을 징집하여 기도위를 수훈안 후 금주 · 산해관 · 하남 · 강남 · 몽골 등지에서 여러차례 전공을 세워 1등 경차도위를 우등하고 3우에서 일등남, 예부상서를 역임하였다. 아들 가르하투는 호군참령을 맡아 금주 · 북경 · 산동에서 공로가 있어 운기위를 서임하고, 부친의 남은 남작을 세습한 후, 운기위를 그의 셋째 동생 달해에게 물려주었다. 가르하투의 둘째 동생인 단대는 작위를 세습했고, 이전에 기도위에서 조서를 받았기 때문에 삼등자로 병합되었고, 단대의 아들 콰하는 3등 경차도위를, 후손은 기도위 세직을, 단대의 6남인 달라이는 3등남을 세습하여 좌령을, 후손은 3등 경차도위를 세습하였다. 또, 정홍기인 포단, 정백기 아부다이, 후시타이, 구이선, 정황기 리우다리의 후손들이 각각 전공으로 경차도위, 기도위, 운기위 직을 세습을 수여받았는데, 구이선의 후대는 몽골팔기로 바뀌었다.

### 어이후 (额宜湖)
양백기 아르두샨은 어이후에서 살았고, 초기 족중을 거느리고 사치쿠성을 함락하고, 그 부장 카무수니칸을 참수하고, 3백여 명을 포로로 잡았으며, 편좌하여 그의 장남 하닝아가 통령을 맡았다. 하닝아는 북경 · 영원 · 흑룡강 · 산해관 · 사천 등지에서 전공이 있어, 1등 경차도위, 관직은 호군통령에 이르렀으며, 아들 수와얀이 습직한 후 3우은조가 이등남으로 더해져, 그의 증손 밍수이가 세습할 때 1등 경차도위 세직으로 바뀌었다. 아르두산의 3남 이청어가 좌령을 맡아 자루트 · 북경 · 산동 등지에서 공로를 인정받아 운기위를, 호군참령에 이르렀다. 아들 이러션이 가르단 정벌에서의 공로를 인정받아 기마도위를 받고 도통 벼슬자리까지 이르렀다. 아르두샨의 친형인 바르도산의 증손자 카르부라는 호군참령을 지냈고, 두 차례 은령을 받가 기도위에 올랐고, 산서 정벌, 오르도스, 복건 등지에서 전공을 세워 하문에서 전사하고 2등 경차도위로 추증했으며, 그의 손자 조링아가 기도위를 세습할 때 일운기위로 세직을 바꿨다. 아르두샨의 동족 어츄의 증손 사무하는 관직으로 예부상서, 마하나를 운기위로, 원손 마이투도 운기위에 올랐다.

## 같이 보기
- 만주족의 성씨
- 양황기